# Givry (Ardennes)
Givry is een gemeente in het Franse departement Ardennes (regio Grand Est) en telt 218 inwoners (1999). De plaats maakt deel uit van het arrondissement Vouziers.

## Geografie
De oppervlakte van Givry bedraagt 11,9 km², de bevolkingsdichtheid is 18,3 inwoners per km².

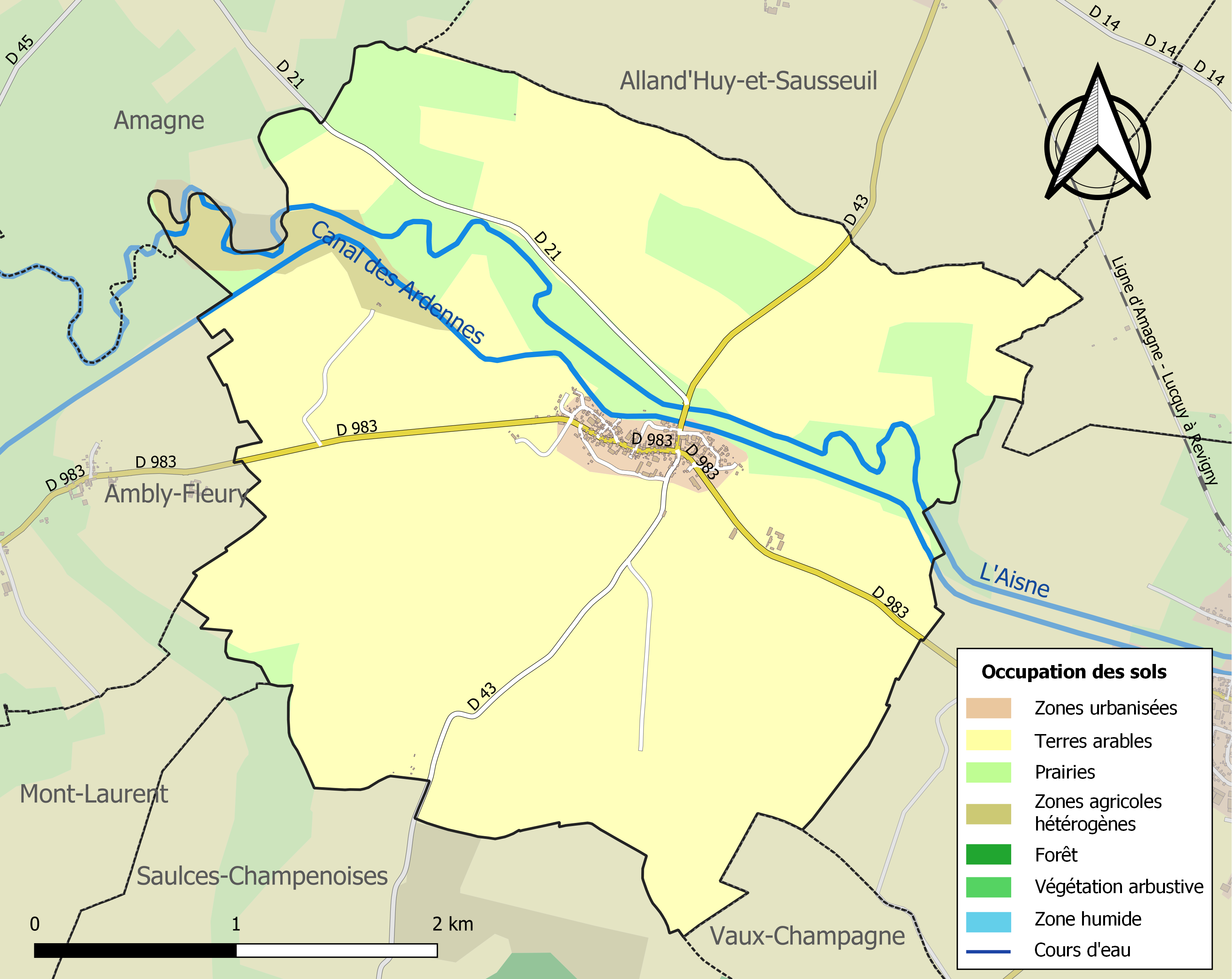
Kaart van de gemeente met de belangrijkste infrastructuur, bodemgebruik en omliggende gemeenten

De Aisne stroomt door de gemeente. 

## Demografie
Onderstaande figuur toont het verloop van het inwonertal (bron: INSEE-tellingen).

Vanwege een beveiligingsprobleem met de MediaWiki Graph-software is het momenteel niet mogelijk deze grafiek weer te geven. Zodra de software is bijgewerkt zal de grafiek vanzelf weer zichtbaar worden.

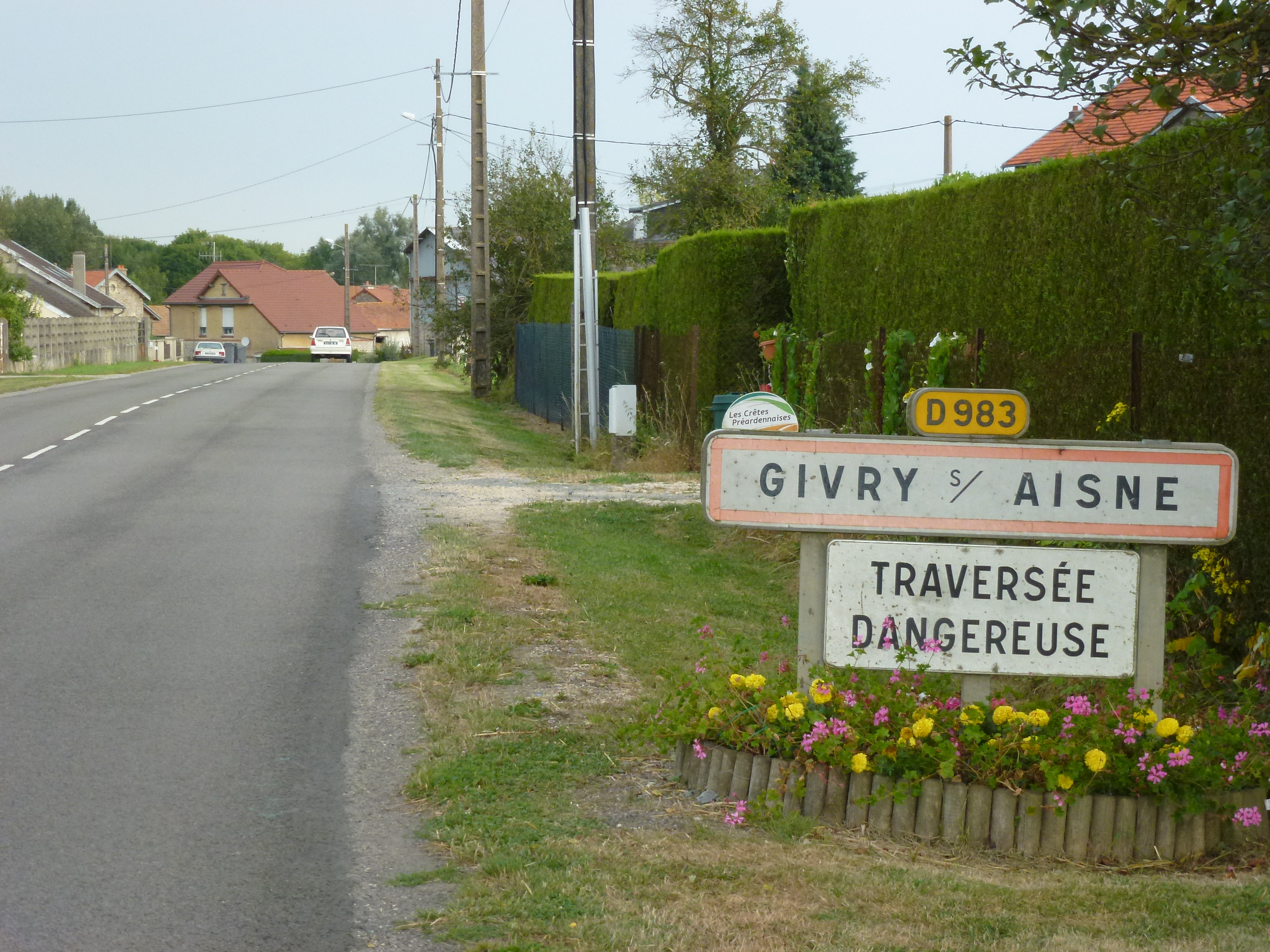
Entree van Givry
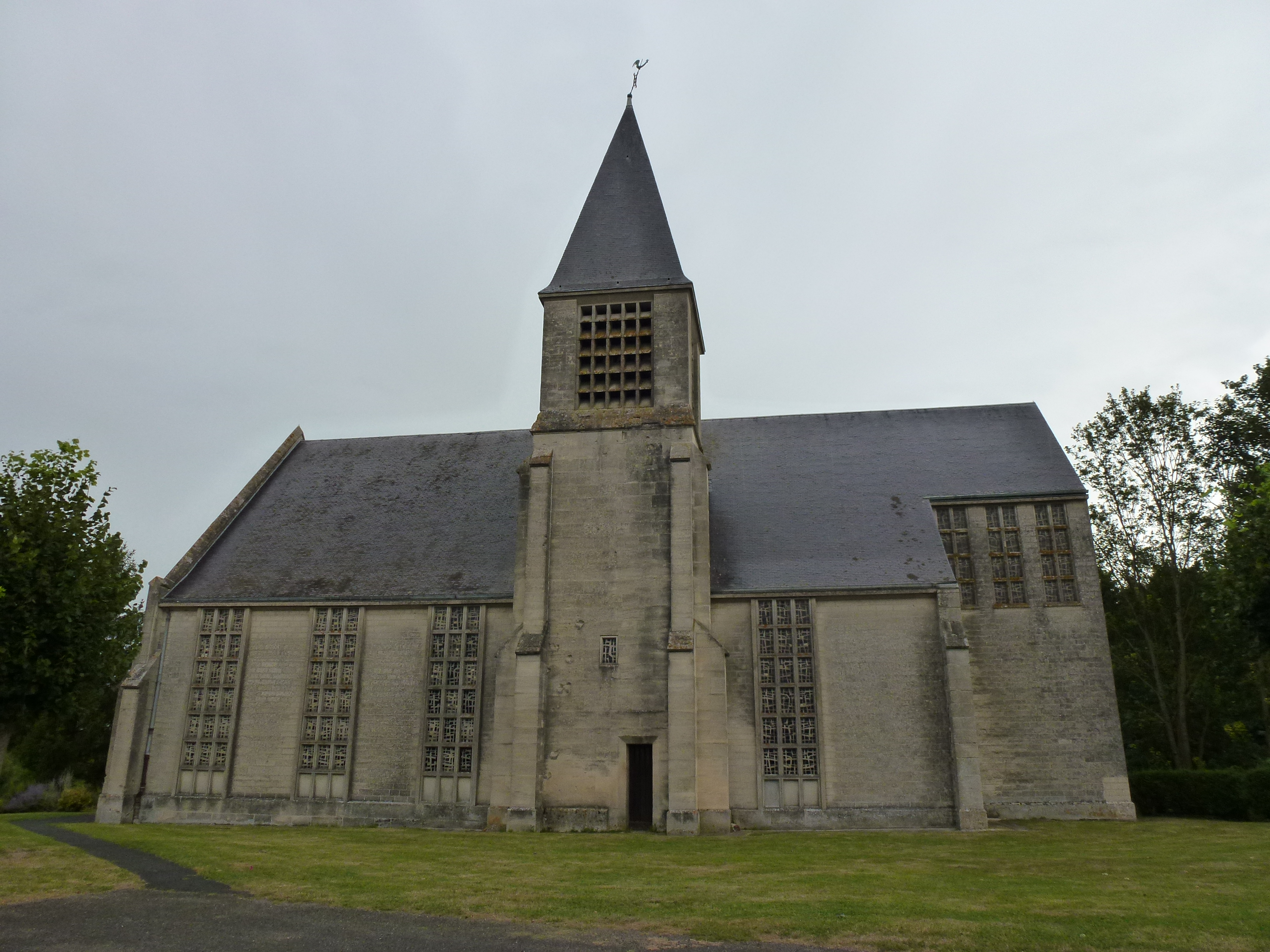
Kerk Saint-Martin
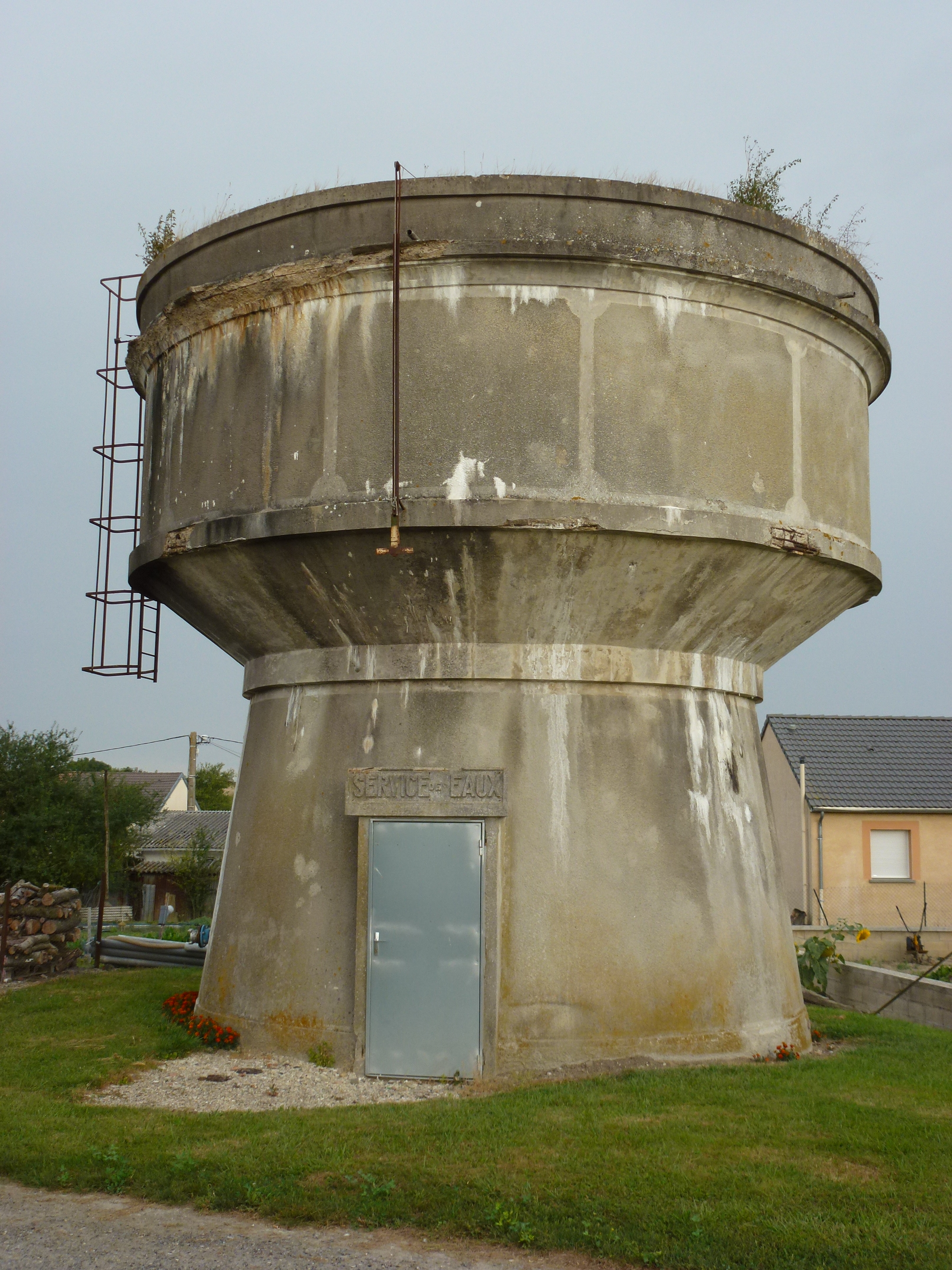
Watertoren